# Robert Snodgrass
Robert Snodgrass (Glasgow, 7 september 1987) is een Schots voetballer die doorgaans als vleugelspeler speelt. Hij tekende in januari 2017 een contract tot medio 2020 bij West Ham United, dat circa €12.000.000,- voor hem betaalde aan Hull City. Snoddgras was van 2011 tot en met 2019 international in het Schots voetbalelftal, waarvoor hij 28 interlands speelde en zeven keer scoorde.Op 8 januari 2021 tekende hij voor West Bromwich Albion.

## Clubcarrière
Snodgrass begon zijn profcarrière bij Livingstone, waar hij in vijf seizoenen 15 doelpunten in 79 wedstrijden scoorde. Op 30 januari 2007 werd hij enkele maanden uitgeleend aan het Schotse Stiling Albion. In juli 2008 tekende Snodgrass bij Leeds United. Hij debuteerde voor The Peacocks tegen Scunthorpe United. In vier seizoenen scoorde hij 35 doelpunten in 168 wedstrijden voor Leeds United. Op 26 juli 2012 tekende Snodgrass een driejarig contract bij Norwich City. Die club betaalde 3,2 miljoen euro voor de Schotse vleugelspeler. Hij maakte zijn Premier League debuut op de openingsspeeldag van het nieuwe seizoen tegen Fulham. Op 1 september 2012 scoorde hij zijn eerste doelpunt voor Norwich City tegen Tottenham Hotspur.

## Interlandcarrière
Snodgrass debuteerde op 9 februari 2011 in het Schots voetbalelftal, tegen Noord-Ierland. Die wedstrijd maakte deel uit van het Britse vierlandentoernooi, een toernooi tussen Schotland, Noord-Ierland, Wales en Ierland. Hij begon op 10 augustus 2012 voor het eerst in de basiself, in een oefeninterland tegen Denemarken. Snodgrass maakte het winnende doelpunt. De wedstrijd eindigde in 2-1 in het voordeel van de Schotten. Op 7 juni 2013 maakte hij het enige doelpunt in een WK-kwalificatiewedstrijd tegen Kroatië in Zagreb. Snodgrass stopte in oktober 2019 na 28 interlands en zeven interlanddoelpunten als Schots international.
| Interlands van Robert Snodgrass voor Schotland | Interlands van Robert Snodgrass voor Schotland | Interlands van Robert Snodgrass voor Schotland | Interlands van Robert Snodgrass voor Schotland | Interlands van Robert Snodgrass voor Schotland | Interlands van Robert Snodgrass voor Schotland |
| №                                              | Datum                                          | Wedstrijd                                      | Uitslag                                        | Competitie                                     | Goals                                          |
| Als speler van Leeds United                    | Als speler van Leeds United                    | Als speler van Leeds United                    | Als speler van Leeds United                    | Als speler van Leeds United                    | Als speler van Leeds United                    |
| ---------------------------------------------- | ---------------------------------------------- | ---------------------------------------------- | ---------------------------------------------- | ---------------------------------------------- | ---------------------------------------------- |
| 1                                              | 9 februari 2011                                | Noord-Ierland – Schotland                      | 0 – 3                                          | Home Nations                                   | 0                                              |
| 2                                              | 27 maart 2011                                  | Brazilië – Schotland                           | 2 – 0                                          | Vriendschappelijk                              | 0                                              |
| 3                                              | 10 augustus 2011                               | Schotland – Denemarken                         | 2 – 1                                          | Vriendschappelijk                              | Goal                                           |
| 4                                              | 6 september 2011                               | Schotland – Litouwen                           | 1 – 0                                          | EK-kwalificatie                                | 0                                              |
| 5                                              | 29 februari 2012                               | Slovenië – Schotland                           | 1 – 1                                          | Vriendschappelijk                              | 0                                              |
| Als speler van Norwich City                    |                                                |                                                |                                                |                                                |                                                |
| 6                                              | 15 augustus 2012                               | Schotland – Australië                          | 3 – 1                                          | Vriendschappelijk                              | 0                                              |
| 7                                              | 8 september 2012                               | Schotland – Servië                             | 0 – 0                                          | WK-kwalificatie                                | 0                                              |
| 8                                              | 6 februari 2013                                | Schotland – Estland                            | 1 – 0                                          | Vriendschappelijk                              | 0                                              |
| 9                                              | 22 maart 2013                                  | Schotland – Wales                              | 1 – 2                                          | WK-kwalificatie                                | 0                                              |
| 10                                             | 7 juni 2013                                    | Kroatië – Schotland                            | 2 – 0                                          | WK-kwalificatie                                | Goal                                           |

1 Fabiański ·
3 Cresswell ·
4 Soler ·
5 Coufal ·
7 Summerville ·
8 Ward-Prowse ·
9 Antonio ·
10 Paquetá ·
11 Füllkrug ·
14 Kudus ·
15 Mavropanos ·
17 Guilherme ·
18 Ings ·
19 Álvarez ·
20 Bowen  ·
21 Foderingham ·
23 Aréola ·
24 Rodríguez ·
25 Todibo ·
26 Kilman ·
28 Souček ·
29 Wan-Bissaka ·
33 Palmieri ·
34 Ferguson ·
39 Irving ·
57 Scarles ·
Coach: Potter
· Assistent-coach: Saltor
1 McGregor ·
2 Hutton ·
3 Whittaker ·
4 Hanley ·
5 Martin ·
6 Maloney ·
7 Morrison ·
8 McArthur ·
9 Griffiths ·
10 Snodgrass ·
11 Bannan ·
12 Gilks ·
13 Conway ·
14 Naismith ·
15 Webster ·
16 Rhodes ·
17 Mackay-Steven ·
19 Burke ·
20 Armstrong ·
21 Marshall ·
22 Jack ·
23 Watt ·
Coach: Strachan